# Piast-Klasse
Die Bergungsschiffe der Piast-Klasse (Projekt 570) wurden zwischen 1974 und 1976 in Dienst gestellt und sind für die  Polnische Marine und Uruguayische Marine im Einsatz.

## Entwurf
Die Schiffe wurden auf der Nord-Werft in Danzig gebaut. Der Entwurf ist von den auf der gleichen Werft gebauten Vermessungsschiffen der Moma-Klasse (Projekt 861) abgeleitet und für folgende Aufgaben ausgelegt:
- U-Boot-Unterstützung und Rettung von U-Boot-Besatzungen
- Seenotrettung (SAR)
- Bergung von Havaristen
- Maritime Brandbekämpfung
- Unterwasserarbeiten
- Patrouillenfahrten

Die Ausrüstung erlaubt den weltweiten Einsatz und besteht aus Feuerlöschmonitoren, Fremdlenzanlagen, Werkstätten, einem Schiffskran, einer Schleppvorrichtung, einer Dekompressionskammer und einer aussetzbaren Taucherglocke an Backbordseite.
Die polnischen Schiffe wurden zwischen 1999 und 2001 umfangreich modernisiert und den NATO-Standards angepasst.

## Einheiten

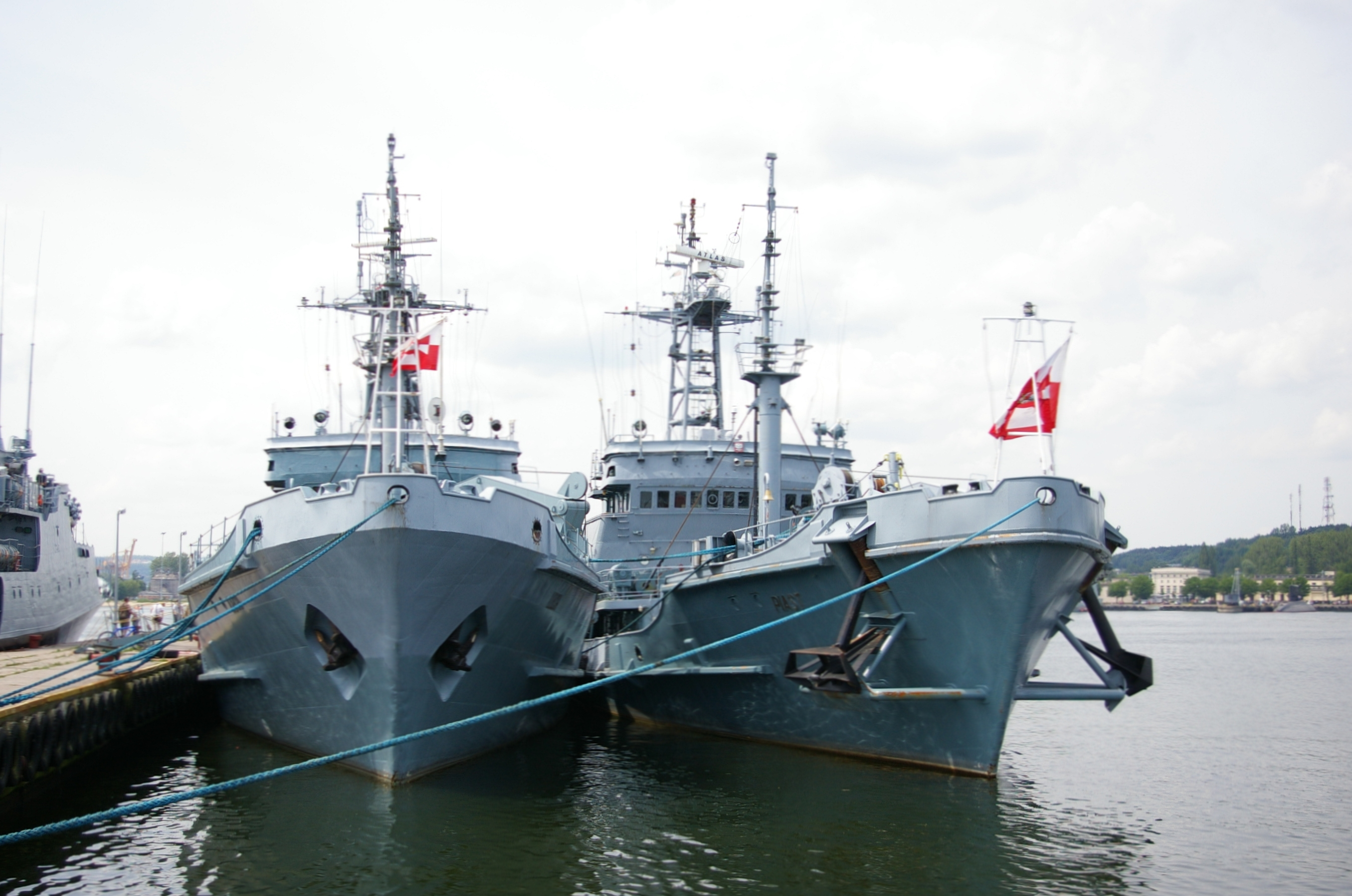
Lech und Piast mit modifizierter Ankereinrichtung

- ORP Piast (281)[1]

Die Piast wurde am 26. Januar 1974 in Dienst gestellt und gab der Klasse ihren Namen. Bei der Modernisierung erhielt das Schiff einen hydraulischen Schiffskran, eine modifizierte Ankereinrichtung und ein Hubschrauberarbeitsdeck.
- ORP Lech (282)

Die Lech wurde am 30. November 1974 in Dienst gestellt. Die Modernisierung ist nach außen hin weniger auffällig ausgefallen.
- ROU Vanguardia (26)[3]

Die Baunummer 3 dieser Klasse wurde für die Volksmarine gebaut und am 29. Dezember 1976 als Otto von Guericke (A46) in Dienst gestellt. Das Schiff wurde von der Bundesmarine nicht übernommen und im Oktober 1991 an die Uruguayische Marine verkauft. Am 18. Dezember 1991 wurde es als Vanguardia wieder in Dienst gestellt.